# Vox Angeli
 (mars 2025).
Si vous disposez d'ouvrages ou d'articles de référence ou si vous connaissez des sites web de qualité traitant du thème abordé ici, merci de compléter l'article en donnant les références utiles à sa vérifiabilité et en les liant à la section « Notes et références ».
Vox Angeli est un groupe musical français.

## Composition
Goupe de 6 enfants âgés à sa création en 2008, de 11 à 14 ans, très fortement inspiré d'un groupe anglo-saxon, nommé Angelis (en), produit par Simon Cowell (juré de The X Factor au Royaume-Uni, ou encore American Idol).

### Lola Beris
La plus jeune se nomme Lola. Elle est née le 11 avril 1997 . Elle est passionnée par le chant et le théâtre depuis son cinquième anniversaire et les pratique tous les deux. Avec sa première chorale elle a participé à un concours national de chant, dans lequel elle a fini sur le podium, à la seconde place. Elle a également chanté au conservatoire puis dans une prestigieuse maîtrise. Grâce à cela, elle a eu l'occasion de participer à des représentations du Te Deum de Berlioz, et de la 9e symphonie de Mahler à la salle Pleyel (Paris). Lola est la soliste de Si seulement je pouvais lui manquer dans l'album éponyme de Vox Angeli et de Highlands dans leur dernier album Irlande.

### Iris Lambert
Iris, née le 10 octobre 1995 , a tout d'abord vécu 18 mois à Dakar (Sénégal), avant de revenir en France.
Après une courte audition, elle intègre, à l'âge de sept ans, la chorale des petits chanteurs de Saint Louis, initialement au petit chœur puis après au grand chœur (3 années) avec qui elle a fait plusieurs tournées au Mexique, à Barcelone, ou encore en Tunisie. Pendant des tournées, elle interprétera des œuvres de Rossini, Haendel, et récemment un opéra de Britten.

### Claire Conruyt
Claire, née le 1er novembre 1995 , est franco-américaine. En 2010, elle est en 3e dans un collège aux États-Unis, et étudie le violoncelle depuis quatre années. Elle a chanté pendant deux années au sein d'un chœur spécialisé au CRR (conservatoire à rayonnement régional) de Paris, elle était alors scolarisée au collège-lycée Lamartine dans le 9e arrondissement de Paris. Claire est la soliste de J'ai demandé à la lune dans l'album Vox Angeli. Elle est aujourd'hui journaliste au Figaro.

### Étienne Girardin
Étienne, né le 17 avril 1994 , est le plus âgé du groupe, en 2008, il chantait depuis trois ans dans la maîtrise de Saint-Germain-des-Prés et faisait partie de la chorale de son collège. Il a donné de nombreux concerts avec la maîtrise et a été soliste dans le conte musical À la recherche des étoiles de Laurent Grynszpan, aux côtés de Cristina Marocco. Il a aidé Elisa Diraffy dans la création de son œuvre Amour de Kapsa. Étienne a rejoint Mathis (son ami du groupe) dans la maîtrise des Hauts de France.
Il s'est produit avec l'orchestre national d'Île-de-France le 19 février et avec la maitrise le 20 février 2008 dans Renard. Il chante le début de L'Oiseau dans le premier album de Vox Angeli.
En été (mi-juillet)[Quand ?] Étienne a refait une tournée avec la maîtrise des Hauts de France[réf. nécessaire].

### Louis-Alexander Désiré
Louis-Alexander, né le 20 mai 1995 , chante Ave Maria à Incroyable talent sur M6 en décembre 2007, où il est allé jusqu'en finale et a décroché une cinquième place. Il reprend ce titre en soliste dans l'album Vox Angeli.

### Mathis de Ruyver
Mathis, né le 4 octobre 1994 , chante depuis qu'il a huit ans. C'est son père, chanteur pour enfant, et le film Les Choristes qui lui ont donné envie de chanter, notamment dans la maîtrise des Hauts de France près de Lille, à Lambersart. Grâce à cette chorale, il parcourt le monde entier et a récemment eu la possibilité de partir aux États-Unis pour chanter dans plusieurs églises près de New York, où il a ainsi pu connaître sa première ovation debout.

## Les Nouvelles Voix (2014-)
Quatre ans après le dernier album des Vox Angeli, le groupe est effectivement de retour mais avec 5 nouvelles voix : Priscille Gayffier (12 ans), Féliane Gislette (14 ans), Jade Farabet (14 ans), Nidhal Haddar (14 ans) et Quentin Foltz (12 ans).
Les cinq enfants sont issus de la chorale des Petits Chanteurs de Saint-Marc (les Choristes), tous résidents à Lyon.

## Albums
Vox Angeli et Imagine sont produits par Philippe Swan.

### Vox Angeli
Sortie : 4 février 2008
1. J'ai demandé à la lune
2. Si seulement je pouvais lui manquer
3. Les Promesses
4. L'Oiseau
5. Le Paradis blanc
6. Ave Maria
7. Le jour s'est levé
8. Belle île en mer Marie Galante
9. Qui a le droit ?
10. The Scientist

Cet album atteint la 2e place des classements, et est réédité à l'occasion de la fête des mères sous le nom Les Promesses.

### Imagine
Sortie : 10 novembre 2008
1. Je n'aurai pas le temps
2. Une chanson douce (Le loup, la biche et le chevalier)
3. U-Turn
4. Comme toi
5. Petit frère
6. Noël Blanc
7. Jésus
8. Imagine
9. Devine (où sont les anges)
10. Durch den Monsun
11. Tout le monde y pense
12. Viens sur nos plaines

### Gloria
Sortie : 27 novembre 2009
1. Les anges dans nos campagnes
2. Let It Be
3. Noël Des Enfants Du Monde
4. Amazing Grace
5. Chanter
6. Trouver Dans Ma Vie Ta Présence
7. Le Merle	2:35
8. Écoute Dans Le Vent (Blowing In The Wind)
9. Je Crois En Vous
10. Prendre un enfant par la main
11. La Quête

### Irlande
Sortie : 6 décembre 2010
Du fait de la mue de leurs voix, les garçons ne chantent pas dans cet album, et il s'agit du dernier album des Vox Angeli car Sony ne produira plus ce groupe.
1. Ensemble
2. Moonlight Shadow
3. Ballade irlandaise
4. Highlands
5. New Soul
6. Il voyage en solitaire
7. Stewball
8. Irlande
9. Mull of Kintyre
10. La vie est si belle

### Amour et Paix
Sortie : 27 octobre 2014
4 ans après l'album Irlande, Sony retente l'aventure mais avec 5 nouvelles voix.
1. Cette force en lui (Asimbonanga)
2. C’est ma terre
3. Frontières
4. Il faudra leur dire
5. Le pouvoir des fleurs
6. S’il suffisait d’aimer
7. L’oiseau et l’enfant
8. La paix sur Terre
9. Rosa
10. Sauver l’amour
11. Imagine
12. Noir et blanc

## Exportation
Vox Angeli est une version française du groupe de musique anglophone Angelis, également produite par Sony BMG Music Entertainment. Angelis a été créé en 2006, mais a eu moins de succès, et Vox Angeli en 2008. Les pochettes du premier album des deux groupes ont la même apparence, excepté le nom et les chanteurs. Un groupe québécois nommé Les Anges a repris le concept en 2007 : ils ont collaboré avec Charles Aznavour, Calogero et Arnaud Thomas, entre autres.